# Razvijalec videoiger
Razvijalec videoiger je razvijalec programske opreme (skupina ali posameznik), ki ustvarja videoigre. Razvijalec lahko igre razvija za osebni računalnik ali določeno igralno konzolo, kot so PlayStation, Xbox 360, Nintendo Wii, ali pa razvija igre za več platform.
Sodobne video igre so pogosto zelo kompleksni programi, ki zahtevajo specializacijo posameznika na določeno področje razvoja (npr. grafike, simulacije fizikalnih zakonov, umetne inteligence idr.), zato se razvijalci združujejo v razvijalske ekipe, ki največkrat delujejo pod okriljem večjega založnika.